# Khirwa
Khirwa – gaun wikas samiti w środkowej części Nepalu  w strefie Dźanakpur w dystrykcie Sarlahi. Według nepalskiego spisu powszechnego z 2001 roku liczył on 1698 gospodarstw domowych i 9181 mieszkańców (4229 kobiet i 4952 mężczyzn).